# Dolichomitus mandibularis
Dolichomitus mandibularis är en stekelart som först beskrevs av Tohru Uchida 1932.  Dolichomitus mandibularis ingår i släktet Dolichomitus och familjen brokparasitsteklar. Inga underarter finns listade i Catalogue of Life.